# Angry Birds Space
Angry Birds Space fue un juego de la serie Angry Birds con tema espacial donde la diferencia, respecto a la versión original, es un escenario planetario, donde cada uno de los planetas presentes tienen una atmósfera propia en función a su tamaño, aunque con el mismo objetivo que en dicha versión, destruir todos los cerdos en el planeta o espacio. En el año 2019 fue eliminado de la play store y en 2020 para la App Store al ser incapaces de actualizar constantemente las versiones, estaba disponible para descargar en Amazon Appstore. Pero en el 21 de diciembre del 2022 fue eliminado de la Amazon AppStore junto con angry birds dream blast
En su versión actual aparecen ocho mundos donde dos son bonus especiales como por ejemplo Eggsteroids, que es la versión planetaria de los Golden Eggs del juego original.
Además en cada nivel excepto Danger Zone y Eggsteroids aparecen bonus en donde se pueden utilizar los huevos espaciales. Hay tres en cada uno. En Fry Me to the Moon hay uno.

## Sinopsis
El Rey puercoso, que viene del espacio, persigue a través de un agujero de gusano a un pájaro de hielo con un Eggsteroid mientras los pájaros en la Tierra cuidan de sus huevos. La nave del Rey puercoso roba los huevos junto con el Eggsteroid y escapa, por lo que los pájaros lo persiguen a través del agujero de gusano, donde adquieren superpoderes.
Los pájaros (excepto Terennce y el pájaro de hielo) caen en un planeta desconocido, y de otro agujero de gusano salen millones de cerdos en sus naves, y los pájaros los atacan. Tras derrotarlos se enfrentan al Rey puercoso,que escapa en un ovni hacia otro portal y los pájaros lo persiguen.
Por el portal llegan a un planeta helado donde encuentran al pájaro de hielo y a Terence, y también al Rey puercoso, al cual nuevamente derrotan. En el planeta de hielo un cerdo con bigote roba el huevo y se dirigen a una luna, donde lo derrotan.
En un planeta de dulces, Red encuentra al puercoso panzón tratando de comerse el Eggsteroid y se enoja. Cuando los pájaros lo derrotan, el puercoso escupe el Eggsteroid y se vuelve más pequeño.
En Marte aterriza el Curiosity, que es usado por los cerdos para robar los huevos, pero los pájaros vuelven a vencerlos y recuperan el Rover.
El Rey puercoso regresa como jefe después de Cold Cuts, y ahora controla un submarino en el que tiene al Eggsteroid robado, mientras navega por el agua.
En un planeta formado por cristales, aparece el Cerdo Alien, quien controla una nave espacial que contiene un rayo tractor con el cual atrae gemas generadas por pequeños agujeros negros, para posteriormente procesarlas y crear planetas de cristal (con su campo gravitatorio incluido), los cuales lanza hacia las aves, y explotan.
En la escena inicial de Beak Impact los Angry Birds están en el planeta Cosmic Crystals y luego caen meteoritos y los Blues ven en el telescopio que el Rey puercoso está taladrando en un planeta y tiene los huevos y ellos van hacia él.
Brass Hogs ocurre en un planeta artificial hecho de cobre, con diversas paredes y tuberías de vapor, hechas también de cobre. El fondo es morado, con algunas estrellas y una nebulosa magenta muy espesa. Este episodio también introduce un nuevo elemento de juego, el soplador de vapor, con la misma capacidad que los géiseres de lava en el episodio Red Planet. Aparece el cerdo Hector Porko, que desbloquea un mundo especial llamado Mirror World.
Tiempo después los cerdos, deciden dejar de perseguir el Eggsteroid y deciden buscar el Huevo Espacial usando una nave en forma de huevo (S.P.A.R.K.), que aparece como un nuevo objeto. En "Solar System" aparecen planetas y objetos de cielo profundo de nuestro sistema solar.

## Power-Ups
Al igual que el original, en Río, Star Wars I, II, Bad Piggies y en Seasons hay, únicamente en las plataformas de Android y iOS, los power ups (Super Poderes) o potenciadores que el jugador puede emplear en el juego, estos son de pago como el águila espacial/mighty buzzard y son 3:
- Flock of Birds (Bandada de Pájaros): Este Power-Up hace que al pájaro que vayas a usar le salgan 4 réplicas pequeñas, que aparecen justo al ser lanzado.
- Space Egg (Huevo Espacial): Como el mismo nombre indica, hace aparecer un Space Egg, que se añade a tu lista de pájaros.
- Pig Puffer (Cerdo Inflado): Este Power-Up es novedoso, y muy útil en niveles con agua. Al activarlo todos los cerdos se inflarán, de esta manera, todos los cerdos bajo el agua saldrán a la superficie, y los que ya están en ella chocarán con todo.
- Super Tazo: Usado solamente durante la promoción de los Vueta Tazos de Angry Birds Space, apareció en el juego del sitio web, su función era dispersarse en todas direcciones, fue muy útil, dentro del tazo aparece la versión clásica de Red, y no la del juego
- The Mighty Buzzard: Versión del Space Eagle pero con cambio de nombre y personaje. Relacionado con el astronauta Buzz Aldrin.
- Wingman: originario de Angry Birds Friends, Terence con máscara regresa con una habilidad diferente. En este caso, puede crear campos de gravedad para atraer estructuras o cerdos.

## Personajes

### Pájaros

#### Red(pájaro rojo)
Es la versión espacial de Red. Cuenta con un antifaz (máscara) parecido al de Wolverine o de Batman, es el que mata al cerdo volador y viene del planeta Tierra. Al hacerle clic en medio del vuelo suena su grito de guerra y se hace más fuerte. El antifaz le da una vista llamada búsqueda óptica que le muestra la mejor ruta de vuelo tal como se muestra en los cutscenes de Utopia, su primera aparición fue en el nivel 1-1.

#### Jay, Jake y Jim(Los Blues/pájaros azules)
Cuenta con una máscara del personaje Flash, al hacerle clic en pleno vuelo este se divide en tres. Se revelan en el nivel 1-8. Como cualquier pájaro es valiente y atrevido, no tiene ninguna capacidad especial.

#### Bomb(pájaro negro)
Es la versión espacial de Bomb. Cuenta con una barriga de color naranja, un broche similar a un eggsteroid y una capa roja, al hacerle clic explota, también en el caso de que toque un material del juego. Aparece por primera vez en el nivel 1-14.

#### Chuck/Laser Bird(pájaro morado)
Es la versión espacial de Chuck. Cuenta con gafas láser como las de Cíclope,viste una capa roja y su cresta tiene la forma de un rayo. Se puede elegir la dirección y haciendo clic el pájaro la seguirá. Aparece por primera vez en el nivel 1-1M.

#### Terrence/Monster Bird(pájaro verde gigante)
Es la versión espacial de Terence. Es un pájaro grande que vino de la Tierra (y se pierde en Cold Cuts) y es de color verde haciendo alusión a Hulk. Es muy fuerte destruyendo materiales. Se revela en el nivel 2-16.

#### Frosh(cubo de hielo)
Es un pájaro extraterrestre con la forma de un cubo de hielo que no se sabe de su origen . Su poder es hacer que los materiales como piedra y madera se vuelvan hielo y sean fáciles de quebrar, este poder se activa al golpear uno de los bloques o al hacerle clic en el aire. Se revela en el nivel 2-4,en el nivel "pig dipper" cuando usas su poder en el agua se convierte en una bola de hielo.

#### Bubbles(pájaro naranja)
Es la versión espacial de Bubbles el cual sufre algunos cambios ya que tiene una antena color naranja, unas bandas negras en forma de X (simulando las elipses de los átomos) y un broche de eggsteroids en el centro de la banda. Su poder es inflarse como un globo provocando empujar algunos objetos y hasta destruirlos. Aparece por primera vez en el nivel 4-11.

#### Space Eagle / The Mighty Buzzard
Es la versión espacial de Mighty Eagle y lo único que se le puede ver de él es su cara, es invocado igual que en la versión original pero pasa por un agujero negro en vez de llegar del cielo, es de color morado y negro y no puede destruir todos los cerdos ni todas las estructuras tan fácilmente o de inmediato a diferencia de su versión original. Se revela en el nivel 1-1 después de haber atravesado todos los niveles.
NOTA: se revela antes en dispositivos Android, te dan 1 cada día y al derrotar jefes te dan tres y al principio te dan 20. En la versión 1.3.1 en algunos dispositivos se desbloquean niveles especiales en todos los mundos si tienes en todos los niveles las plumas llenas de puntuación al 100%. A partir de la versión 2.0.0 se pasa a llamar "The Mighty Buzzard" haciendo referencia al astronauta Buzz Aldrin.

#### Huevo Espacial
Es un huevo que sustituye a Matilda en Angry Birds Space, tiene una antena con una bola de color verde luciérnaga y hace su aparición en el mundo Fry Me to the Moon donde tenemos que rescatarlo de un Cerdo con bigote, su uso empieza desde la actualización 1.1.2, él participa después de cada parte de cada mundo pero solo si se tienen 3 estrellas en la página. Su poder es crear un agujero negro que arrastra tanto los cerdos tanto como los materiales. Su primer nivel de participación es el nivel S-1.

### Cerdos

#### Cerdo Común
Aparece en varios tamaños especialmente en el pequeño y es ultra-extremadamente fácil de acabar con él. 
Aparece por primera vez en el nivel 1-1.

#### Cerdo Cabo
Aparece sólo en tamaño grande y medio, lleva casco y es un poco más difícil de destruirlo que el cerdo normal. Aparece por primera vez en el nivel 1-17.

#### Cerdo con bigote
Es un cerdo que solo aparece de tamaño medio grande o ultra grande y es muy difícil de destruir. Aparece por primera vez en el nivel 1-9.

#### Rey Cerdo
Aparece solo de tamaño ultra grande y es extremadamente difícil de destruir. Aparece por primera vez en el nivel 1-30 y después se vuelve a ver en el nivel 2-30, donde es destruido.

#### Cerdo Gordo
Es el tipo de cerdo más grande de todo el juego,  puede aparecer en tamaño extra grande y ultra grande (sólo en el nivel 4-30) y es ultra-extremadamente difícil de destruir. Aparece por primera vez en el nivel 2-20 pero no es destructible porque se ve congelado en el ambiente, y en el nivel 4-10 por primera vez como personaje destructible y como villano principal en el nivel 4-30 en el cual es destruido.

#### Hector Porko
Este cerdo aparece en tamaño medio grande, a pesar de su tamaño medio grande, es muy fácil de destruir. Aparece por primera (y única) vez en el nivel 9-30. Aparece también en los Mirror Worlds de cada episodio.

## Materiales
- Piedra: Es uno de los más duros y es muy difícil de destruir, lo pueden destruir más fácil el pájaro negro (Bomb)
- Vidrio: Es el más débil de los materiales pero amortigua mucho los golpes, son inmunes a los pájaros negros y celestes normales (Blues).
- Madera: Es el principal material de las fortalezas y es fácil de destruir, mucho mejor cuando es con un pájaro negro o el verde gigante (bomb y terence).
- Hierro: Es más débil que el vidrio pero no aparenta serlo y cualquier ave puede destruirlo, este material es único en esta versión del juego.
- Meteorito: Este puede estar hecho de cualquiera de todos los materiales anteriores (excepto el material madera), comúnmente ambiente y piedra, y andan flotando por el aire.
- Atmósfera: Es un material invisible indestructible alrededor del ambiente donde los pájaros son atraídos a la bola de ambiente.
- Burbuja: Le ayuda a los cerdos a respirar fuera del campo de gravedad y pueden ocupar antenas que al destruirlas te dan puntos extras. Desde Red Planet las burbujas se refuerzan con una capa de metal.
- Gelatina: Este material es indestructible, pero es donde los pájaros rebotan, es de color rojo y verde.
- Agua: Aparece en Pig Dipper, modifica la trayectoria original del pájaro lanzado.
- Cristal Cósmico: Aparece en Cosmic Crystals, son planetas que al destruirlos la gravedad se convierte en una onda.

## Episodios
Todos cuentan con un jefe al cual hay que derrotar para pasar de nivel (exceptuando Eggsteroids y Danger Zone).

### Pig Bang
Es el primer nivel de todo el juego y cuenta con 30 niveles individuales divididos en tres secciones cual la primera sección entera y la mitad de la segunda sección está libre para todo espectador, en este nivel se revelan el pájaro rojo, celeste común, negro y morado.

### Cold Cuts
Es el segundo nivel de todo el juego y cuenta con 30 niveles más 3 bonus de huevos y 1 bonus del águila espacial divididos en tres secciones la cual todas están en la versión completa, en este nivel se revelan el pájaro celeste de hielo y el verde gigante.

### Fry me to the Moon
Es el tercer nivel del juego (cuyo nombre referencia a la canción Fly Me to the Moon), cuenta con 10 niveles que reta al jugador el cual se debe rescatar a al Huevo Espacial de un Cerdo con bigote en una astronave. Todos los niveles son para el juego completo.

### Utopia
Es el cuarto nivel de todo el juego que cuenta con una cantidad de 30 niveles más 3 bonus de huevos, 1 bonus del águila espacial y presenta pájaro nuevo que es el pájaro atómico naranja. Este nivel es un planeta de caramelo donde reta al jugador a derrotar al cerdo gordo y rescatar al huevo meteórico que está a punto de comer este. Además se presentan Comida como Galletas,Donas,Caramelos Y Paletas

### Red Planet
Este se ambienta en el planeta Marte y con la llegada del Curiosity. Tiene 30 niveles más 3 bonus de huevos, 1 bonus del águila espacial y no presenta pájaros nuevos. El objetivo principal consiste en eliminar a unos cerdos que manipularon el Curiosity para robar los huevos. Los Eggsteroids consisten en astromóviles reales de la NASA. Hay cuatro y se consiguen en los siguientes niveles:
| Astromóvil     | Nivel           |
| -------------- | --------------- |
| Viking Lander  | Red Planet 5-3  |
| Sojourner      | Red Planet 5-12 |
| Opportunity    | Red Planet 5-18 |
| Phoenix Lander | Red Planet 5-28 |

### Pig Dipper
Nivel dedicado únicamente al agua, en donde aparecen planetas con agua flotando. Tiene 30 niveles más 3 bonus de huevos, 1 bonus del águila espacial y no presenta pájaros nuevos. Algunos planetas son peces.

### Cosmic Crystals
Mundo donde aparecen además del cerdo alien, planetas en donde tienen una capa de cristal y se pueden romper con rocas y crear una onda expansiva destructiva. Tiene 30 niveles más 3 bonus de huevos, 1 bonus del águila espacial y no presenta pájaros nuevos.

### Beak Impact
Mundo con gases, asteroides y baterías por doquier además de tener la curiosidad de ser 2 planetas con 20 niveles cada uno. A partir de esta versión el águila espacial cambia de nombre a "The Mighty Buzzard" (referencia a Buzz Aldrin).

### Brass Hogs
Mundo con máquinas, propulsores por doquier además de tener la curiosidad de desbloquearse el nivel cada día por completar las misiones diarias. A partir de esta versión los episodios cambian a otro formato circular.

### Solar System
Mundo ambientado en los planetas de nuestro sistema solar, aparece el robot S.P.A.R.K., que si lo golpeas revienta la estructura y te dará un dato curioso del planeta/nivel que estés jugando.

### Eggsteroids
Es la versión espacial de los Golden Eggs y hay 10 más otros 8 niveles con forma de satélite (que se pueden encontrar en Red Planet y Beak Impact). Hay niveles exclusivos en dispositivos como Samsung Galaxy Tab.
- Los niveles son iguales a los de Super Mario Bros., Tetris, Space Invaders, Pinball, Pac-Man, etc.

### Danger Zone
Se ambienta en un campo de minas. Es un nivel extra del juego y cuenta con 30 niveles individuales divididos en tres secciones cual todas son hechas para el juego completo y no se revela ningún pájaro. En las versiones de iOS y Android sólo te desbloquea un nivel y el resto es de pago, aunque es gratuito en las versiones para PC y Mac OS.